# Segunda División 1996-1997 (Spagna)
L'edizione 1996-97 della Segunda División fu il sessantaseiesimo campionato di calcio spagnolo di seconda divisione. Il campionato vide la partecipazione di 20 squadre raggruppate in un unico gruppo. Le prime due della classifica furono promosse in Primera División mentre le ultime quattro furono retrocesse in Segunda División B. Era previsto un play-off per la terza in classifica.

## Classifica finale
|  |     | Classifica 1996-97 | Pt | G  | V  | N  | P  | GF | GS | DR  |
|  | --- | ------------------ | -- | -- | -- | -- | -- | -- | -- | --- |
|  | 1.  | CP Mérida          | 72 | 38 | 21 | 9  | 8  | 57 | 35 | +22 |
|  | 2.  | Salamanca UDS      | 71 | 38 | 20 | 11 | 7  | 72 | 33 | +39 |
|  | 3.  | Maiorca            | 70 | 38 | 20 | 10 | 8  | 59 | 38 | +21 |
|  | 4.  | Albacete           | 66 | 38 | 19 | 9  | 10 | 51 | 32 | +19 |
|  | 5.  | Eibar              | 66 | 38 | 17 | 15 | 6  | 44 | 26 | +18 |
|  | 6.  | Badajoz            | 60 | 38 | 15 | 15 | 8  | 38 | 26 | +12 |
|  | 7.  | Las Palmas         | 52 | 38 | 13 | 13 | 12 | 54 | 46 | +8  |
|  | 8.  | Leganés            | 52 | 38 | 13 | 13 | 12 | 43 | 39 | +4  |
|  | 9.  | Levante            | 50 | 38 | 13 | 11 | 14 | 53 | 46 | +7  |
|  | 10. | Villarreal         | 48 | 38 | 13 | 9  | 16 | 38 | 52 | -14 |
|  | 11. | UE Lleida          | 48 | 38 | 12 | 12 | 14 | 48 | 41 | +7  |
|  | 12. | Atlético Madrid B  | 47 | 38 | 12 | 11 | 15 | 57 | 61 | -4  |
|  | 13. | Alavés             | 47 | 38 | 12 | 11 | 15 | 43 | 47 | -4  |
|  | 14. | Toledo             | 45 | 38 | 12 | 9  | 17 | 37 | 53 | -16 |
|  | 15. | Ourense            | 44 | 38 | 11 | 11 | 16 | 35 | 46 | -11 |
|  | 16. | Osasuna            | 44 | 38 | 11 | 11 | 16 | 34 | 42 | -8  |
|  | 17. | Almería            | 41 | 38 | 9  | 14 | 15 | 40 | 51 | -11 |
|  | 18. | Real Madrid B      | 41 | 38 | 11 | 8  | 19 | 40 | 69 | -29 |
|  | 19. | Barcellona B       | 34 | 38 | 7  | 13 | 18 | 40 | 63 | -23 |
|  | 20. | Écija              | 30 | 38 | 7  | 9  | 22 | 27 | 64 | -37 |

### Playoff
|         | Andata | Ritorno |                |
| ------- | ------ | ------- | -------------- |
| Maiorca | 1-0    | 1-2     | Rayo Vallecano |

## Verdetti
- CP Mérida,  Salamanca UDS e  Maiorca promosse in Primera División 1997-1998.
- Almería,  Real Madrid B,  Barcellona B e  Écija retrocesse in Segunda División B 1997-1998.